# 南充市解放紀念碑
南充市解放紀念碑位於四川省南充市順慶區，文物遺址年代判定為1950年。2007年6月1日公佈為四川省第七批文物保護單位。